# Saint-Quentin-les-Anges
Saint-Quentin-les-Anges település Franciaországban, Mayenne megyében. Lakosainak száma 475 fő (2022. január 1.). Saint-Quentin-les-Anges Chérancé, Mée, Segré-en-Anjou Bleu és Prée-d’Anjou községekkel határos.

## Népesség
A település népessége az elmúlt években az alábbi módon változott:
| Lakosok száma | 594  | 422  | 397  | 397  | 408  | 419  | 435  | 464  | 466  | 475  |
|               | 1968 | 1982 | 1990 | 2006 | 2013 | 2015 | 2017 | 2019 | 2020 | 2022 |